# Косячный, Пётр Максимович
Пётр Макси́мович Кося́чный (укр. Петро Максимович Косячний; 1897, Новый Буг — 3 сентября 1937, Киев) — советский организатор кинопроизводства, редактор, заместитель председателя Черниговского облисполкома.

## Биография
Родился в Новом Буге Херсонской губернии.
В период оккупации УНР австро-венгерскими войсками входил в состав подпольной организации в Арбузинке, созданной в октябре 1918 года. В январе 1920 года был избран секретарём исполкома Вознесенского уезда Одесской губернии. Увлекался театром, участвовал в спектаклях Новобугского народного театра (1922).
В 1924 году — член правления, заместитель председателя Тульчинского окружного исполнительного комитета Совета рабочих, крестьянских и красноармейских депутатов (Окрисполкома), заведующий отделом управления Окрисполкома, уполномоченный Губернского отдела внутренней торговли в Тульчинском округе. Входил в состав правления Тульчинского райпотребсоюза (1925).
В 1925—1928 годах — заместитель председателя Проскуровского окружного исполнительного комитета Совета рабочих, крестьянских и красноармейских депутатов, председатель окружной плановой комиссии (1927—1928).
В 1928—1930 годах — коммерческий директор, член правления, заместитель председателя правления Всеукраинского фотокиноуправления (ВУФКУ).
В 1930—1932 годах — директор Киевской кинофабрики «Украинфильм». Входил в состав украинской делегации при проведении декадника украинской культуры в ЗСФСР в июле 1931 года.
В 1931 году — заместитель председателя правления, в 1932—1933 годах — управляющий Государственным украинским трестом кинопромышленности «Украинфильм». В декабре 1932 года участвовал во Всесоюзном совещании по темплану художественных фильмов на 1933 год. Входил в состав редколлегии журнала «Кіно».
В дальнейшем работал заместителем председателя Черниговского облисполкома. Оказывал содействие Александру Довженко при съёмках кинофильма «Щорс» в Черниговской области.
Арестован 5 июля 1937 года. 17 июля 1937 года в газете «Правда» был назван «врагом народа». Приговорён 3 сентября 1937 года Военной коллегией Верховного суда СССР по статьям 54-7, 54-8, 54-11 УК УССР к ВМН. В тот же день расстрелян в Киеве.
4 октября 1937 года в газете «Кино» была опубликована статья «Буржуазные националисты в украинском кино», в которой бывшие руководители «Украинфильма» П. М. Косячный, И. П. Косило, М. П. Ткач, С. Л. Орелович и Г. М. Левит упоминались как «националистические прихвостни и троцкистские мерзавцы»; статья призывала «выкорчевать до конца буржуазно-националистические и троцкистские охвостья в украинской кинематографии».
Реабилитирован 11 июля 1957 года.